# Max Anger – With one eye open
Max Anger – With one eye open är en svensk TV-serie från 2021. Serien är en Viaplay Original med huvudrollerna spelade av Adam Lundgren och Evin Ahmad.
Serien hade premiär på Viaplay den 6 juni 2021 och då släpptes alla åtta avsnitten.

## Handling
Max Anger har haft problem med sitt förflutna hela sitt vuxna liv, med sina trauman från barndomen som har tagit över. Allt vänder när han möter sitt livs kärlek Pashie och han vågar sakta öppna sig med sitt inre. Problem uppstår när hon plötsligt spårlöst försvinner och en intensiv jakt påbörjas som leder honom till Sankt Petersburg. Där blir han tvungen att konfrontera både sitt inre och sitt förflutna.

## Rollista (i urval)
| - Evin Ahmad – Pashie Kovalenko - Adam Lundgren – Max Anger - Nikolaj Antonov – Ruslan - Ieva Andrejevaite – Mira Titerova - David Bertrand – Marcel Rousseau - Alexander Rapoport – Lazarev - Julia Marko-Nord – Rose Marie - Malin Crépin – Sarah Hansen - Annika Hallin – Elisabeth Ståhl - Milda Noreikaite – Margarita Jushkova - Valentin Novopolskij – Kostya | - Telman Ragimov – Polis - Johan Rheborg – Charlie Knutsson - Reimo Sagor – Sergej Domasjov - Kristina Skokova – Tatjana Sedova - Joel Spira – David Juhlin - Sam Larsson Herrgård - Caspar Juhlin - Linus Wahlgren – Ray McKinley - Margarita Ziemelyte – Papanova - Per Ragnar – Carl Borgenstierna - Robin Stegmar – CEO Telephonera - Hannes Fohlin – Unge Carl Borgenstierna |